# Rankings da WTA
Os Ranking da WTA são as classificações de pontuações definadas pela WTA, introduzida em Novembro de 1975.

## Distribuição de pontos
A distribuição de pontos para a temporada de 2024 foi definida:
| Categoria                   | T          | F                                           | SF                                          | QF                                                  | R16                                                 | R32                                                 | R64                                                 | R128                                                | Q                                                   | Q3                                                  | Q2                                                  | Q1                                                  |
| --------------------------- | ---------- | ------------------------------------------- | ------------------------------------------- | --------------------------------------------------- | --------------------------------------------------- | --------------------------------------------------- | --------------------------------------------------- | --------------------------------------------------- | --------------------------------------------------- | --------------------------------------------------- | --------------------------------------------------- | --------------------------------------------------- |
| Grand Slam (S)              | 2000       | 1300                                        | 780                                         | 430                                                 | 240                                                 | 130                                                 | 70                                                  | 10                                                  | 40                                                  | 30                                                  | 20                                                  | 2                                                   |
| Grand Slam (D)              | 2000       | 1300                                        | 780                                         | 430                                                 | 240                                                 | 130                                                 | 10                                                  | –                                                   | –                                                   | –                                                   | –                                                   | –                                                   |
| WTA Finals (S/D)            | 750+FG     | 330+FG                                      | FG                                          | Fase de grupos (FG): 125 por vitória + 125 por jogo | Fase de grupos (FG): 125 por vitória + 125 por jogo | Fase de grupos (FG): 125 por vitória + 125 por jogo | Fase de grupos (FG): 125 por vitória + 125 por jogo | Fase de grupos (FG): 125 por vitória + 125 por jogo | Fase de grupos (FG): 125 por vitória + 125 por jogo | Fase de grupos (FG): 125 por vitória + 125 por jogo | Fase de grupos (FG): 125 por vitória + 125 por jogo | Fase de grupos (FG): 125 por vitória + 125 por jogo |
| WTA 1000 (96S, 48Q)         | 1000       | 650                                         | 390                                         | 215                                                 | 120                                                 | 65                                                  | 35                                                  | 10                                                  | 30                                                  | –                                                   | 20                                                  | 2                                                   |
| WTA 1000 (56S, 32Q)         | 1000       | 650                                         | 390                                         | 215                                                 | 120                                                 | 65                                                  | 10                                                  | –                                                   | 30                                                  | –                                                   | 20                                                  | 2                                                   |
| WTA 1000 (28/32D)           | 1000       | 650                                         | 390                                         | 215                                                 | 120                                                 | 10                                                  | –                                                   | –                                                   | –                                                   | –                                                   | –                                                   | –                                                   |
| WTA 500 (48S, 24Q)          | 500        | 325                                         | 195                                         | 108                                                 | 60                                                  | 32                                                  | 1                                                   | –                                                   | 25                                                  | –                                                   | 13                                                  | 1                                                   |
| WTA 500 (30/28S, 24/16Q)    | 500        | 325                                         | 195                                         | 108                                                 | 60                                                  | 1                                                   | –                                                   | –                                                   | 25                                                  | –                                                   | 13                                                  | 1                                                   |
| WTA 500 (24D)               | 500        | 325                                         | 195                                         | 108                                                 | 60                                                  | 1                                                   | –                                                   | –                                                   | –                                                   | –                                                   | –                                                   | –                                                   |
| WTA 500 (16D)               | 500        | 325                                         | 195                                         | 108                                                 | 1                                                   | –                                                   | –                                                   | –                                                   | –                                                   | –                                                   | –                                                   | –                                                   |
| WTA 250 (32S, 16Q)          | 250        | 163                                         | 98                                          | 54                                                  | 30                                                  | 1                                                   | –                                                   | –                                                   | 18                                                  | –                                                   | 12                                                  | 1                                                   |
| WTA 250 (16D)               | 250        | 163                                         | 98                                          | 54                                                  | 1                                                   | –                                                   | –                                                   | –                                                   | –                                                   | –                                                   | –                                                   | –                                                   |
| United Cup                  | 500 (máx.) | Para mais detalhes, veja United Cup de 2024 | Para mais detalhes, veja United Cup de 2024 | Para mais detalhes, veja United Cup de 2024         | Para mais detalhes, veja United Cup de 2024         | Para mais detalhes, veja United Cup de 2024         | Para mais detalhes, veja United Cup de 2024         | Para mais detalhes, veja United Cup de 2024         | Para mais detalhes, veja United Cup de 2024         | Para mais detalhes, veja United Cup de 2024         | Para mais detalhes, veja United Cup de 2024         | Para mais detalhes, veja United Cup de 2024         |
| WTA 125 (32S/16Q)           | 125        | 81                                          | 49                                          | 27                                                  | 15                                                  | 1                                                   | –                                                   | -                                                   | 6                                                   | -                                                   | 4                                                   | 1                                                   |
| WTA 125 (32S/8Q)            | 125        | 81                                          | 49                                          | 27                                                  | 15                                                  | 1                                                   | –                                                   | -                                                   | 6                                                   | -                                                   | -                                                   | 1                                                   |
| WTA 125 (16D)               | 125        | 81                                          | 49                                          | 27                                                  | 1                                                   | -                                                   | -                                                   | -                                                   | -                                                   | -                                                   | -                                                   | -                                                   |
| WTA 125 (8D)                | 125        | 81                                          | 49                                          | 1                                                   | -                                                   | -                                                   | -                                                   | -                                                   | -                                                   | -                                                   | -                                                   | -                                                   |
| ITF W100 (32S, 32Q)         | 100        | 65                                          | 39                                          | 21                                                  | 12                                                  | 1                                                   | -                                                   | -                                                   | 5                                                   | –                                                   | 3                                                   | -                                                   |
| ITF W100 (48S, 32/24Q)      | 100        | 65                                          | 39                                          | 21                                                  | 12                                                  | 7                                                   | 1                                                   | -                                                   | 5                                                   | -                                                   | 3                                                   | -                                                   |
| ITF W100 (16D)              | 100        | 65                                          | 39                                          | 21                                                  | 1                                                   | -                                                   | -                                                   | -                                                   | -                                                   | -                                                   | -                                                   | -                                                   |
| ITF W75 (32S, 32Q)          | 75         | 49                                          | 29                                          | 16                                                  | 9                                                   | 1                                                   | -                                                   | -                                                   | 3                                                   | –                                                   | 2                                                   | -                                                   |
| ITF W75 (48S, 32/24Q)       | 75         | 49                                          | 29                                          | 16                                                  | 5                                                   | 1                                                   | -                                                   | 3                                                   | –                                                   | 2                                                   | -                                                   |                                                     |
| ITF W75 (16D)               | 75         | 49                                          | 29                                          | 16                                                  | 1                                                   | -                                                   | -                                                   | -                                                   | -                                                   | -                                                   | -                                                   | -                                                   |
| ITF W50 (32S, 32D)          | 50         | 33                                          | 20                                          | 11                                                  | 6                                                   | 1                                                   | –                                                   | –                                                   | 2                                                   | –                                                   | 1                                                   | –                                                   |
| ITF W50 (48S, 32/24Q)       | 50         | 33                                          | 20                                          | 11                                                  | 6                                                   | 1                                                   | –                                                   | –                                                   | 2                                                   | –                                                   | 1                                                   | –                                                   |
| ITF W50 (16D)               | 50         | 33                                          | 20                                          | 11                                                  | 1                                                   | –                                                   | –                                                   | –                                                   | –                                                   | –                                                   | –                                                   | –                                                   |
| ITF W35 (32S, 24/32/48/64Q) | 35         | 23                                          | 14                                          | 8                                                   | 4                                                   | –                                                   | –                                                   | –                                                   | 1                                                   | –                                                   | –                                                   | –                                                   |
| ITF W35 (48S, 32/24Q)       | 35         | 23                                          | 14                                          | 8                                                   | 4                                                   | 2                                                   | 1                                                   | –                                                   | 1                                                   | –                                                   | –                                                   | –                                                   |
| ITF W35 (16D)               | 35         | 23                                          | 14                                          | 8                                                   | 1                                                   | –                                                   | –                                                   | –                                                   | –                                                   | –                                                   | –                                                   | –                                                   |
| ITF W15 (32S, 32/24/48/64Q) | 15         | 10                                          | 6                                           | 3                                                   | 1                                                   | –                                                   | –                                                   | –                                                   | –                                                   | –                                                   | –                                                   | –                                                   |
| ITF W15 (16D)               | 15         | 10                                          | 6                                           | 3                                                   | –                                                   | –                                                   | –                                                   | –                                                   | –                                                   | –                                                   | –                                                   | –                                                   |

## Rankings
| Top 20 de simples desde 9 de junho de 2025 | Top 20 de simples desde 9 de junho de 2025 | Top 20 de simples desde 9 de junho de 2025 | Top 20 de simples desde 9 de junho de 2025 | Top 20 de simples desde 9 de junho de 2025 |
| Pos.                                       | Jogadora                                   | Pontos                                     | F                                          |                                            |
| ------------------------------------------ | ------------------------------------------ | ------------------------------------------ | ------------------------------------------ | ------------------------------------------ |
| 1                                          | Aryna Sabalenka                            | 11,553                                     | Estável                                    |                                            |
| 2                                          | Coco Gauff (USA)                           | 8,083                                      | Estável                                    |                                            |
| 3                                          | Jessica Pegula (USA)                       | 6,483                                      | Estável                                    |                                            |
| 4                                          | Jasmine Paolini (ITA)                      | 4,805                                      | Estável                                    |                                            |
| 5                                          | Zheng Qinwen (CHN)                         | 4,668                                      | 2                                          |                                            |
| 6                                          | Mirra Andreeva                             | 4,636                                      | Estável                                    |                                            |
| 7                                          | Iga Świątek (POL)                          | 4,618                                      | 2                                          |                                            |
| 8                                          | Madison Keys (USA)                         | 4,484                                      | Estável                                    |                                            |
| 9                                          | Paula Badosa (ESP)                         | 3,684                                      | 1                                          |                                            |
| 10                                         | Emma Navarro (USA)                         | 3,649                                      | 1                                          |                                            |
| 11                                         | Elena Rybakina (KAZ)                       | 3,358                                      | Estável                                    |                                            |
| 12                                         | Diana Shnaider                             | 3,168                                      | Estável                                    |                                            |
| 13                                         | Elina Svitolina (UKR)                      | 3,035                                      | 1                                          |                                            |
| 14                                         | Karolína Muchová (CZE)                     | 2,929                                      | 1                                          |                                            |
| 15                                         | Amanda Anisimova (USA)                     | 2,804                                      | 1                                          |                                            |
| 16                                         | Daria Kasatkina (AUS)                      | 2,801                                      | 1                                          |                                            |
| 17                                         | Barbora Krejčíková (CZE)                   | 2,724                                      | 2                                          |                                            |
| 18                                         | Liudmila Samsonova                         | 2,390                                      | Estável                                    |                                            |
| 19                                         | Ekaterina Alexandrova                      | 2,378                                      | 1                                          |                                            |
| 20                                         | Jeļena Ostapenko (LAT)                     | 2,200                                      | 1                                          |                                            |

| Top 20 de duplas desde 9 de junho de 2025 | Top 20 de duplas desde 9 de junho de 2025 | Top 20 de duplas desde 9 de junho de 2025 | Top 20 de duplas desde 9 de junho de 2025 | Top 20 de duplas desde 9 de junho de 2025 |
| Pos.                                      | Jogadora                                  | Pontos                                    | F                                         |                                           |
| ----------------------------------------- | ----------------------------------------- | ----------------------------------------- | ----------------------------------------- | ----------------------------------------- |
| 1                                         | Kateřina Siniaková (CZE)                  | 9,095                                     | Estável                                   |                                           |
| 2                                         | Taylor Townsend (USA)                     | 8,835                                     | Estável                                   |                                           |
| 3                                         | Erin Routliffe (NZL)                      | 7,665                                     | Estável                                   |                                           |
| 4                                         | Jeļena Ostapenko (LAT)                    | 6,855                                     | Estável                                   |                                           |
| 5                                         | Gabriela Dabrowski (CAN)                  | 6,555                                     | Estável                                   |                                           |
| 6                                         | Sara Errani (ITA)                         | 6,165                                     | Estável                                   |                                           |
| =                                         | Jasmine Paolini (ITA)                     | 6,165                                     | Estável                                   |                                           |
| 8                                         | Veronika Kudermetova                      | 5,075                                     | Estável                                   |                                           |
| 9                                         | Anna Danilina (KAZ)                       | 5,050                                     | 8                                         |                                           |
| 10                                        | Diana Shnaider                            | 4,998                                     | 1                                         |                                           |
| 11                                        | Asia Muhammad (USA)                       | 4,673                                     | 1                                         |                                           |
| 12                                        | Zhang Shuai (CHN)                         | 4,523                                     | Estável                                   |                                           |
| 13                                        | Lyudmyla Kichenok (UKR)                   | 4,513                                     | 2                                         |                                           |
| 14                                        | Mirra Andreeva                            | 4,489                                     | Estável                                   |                                           |
| 15                                        | Hsieh Su-wei (TPE)                        | 4,426                                     | 2                                         |                                           |
| 16                                        | Ellen Perez (AUS)                         | 3,970                                     | 1                                         |                                           |
| 17                                        | Irina Khromacheva                         | 3,881                                     | 1                                         |                                           |
| 18                                        | Chan Hao-ching (TPE)                      | 3,835                                     | 2                                         |                                           |
| 19                                        | Nicole Melichar-Martinez (USA)            | 3,735                                     | 1                                         |                                           |
| 20                                        | Elise Mertens (BEL)                       | 3,660                                     | 2                                         |                                           |